# Rodrigo José de Figueiredo Moreira
Rodrigo José de Figueiredo Moreira (Tejuco, 1781 — Porto Alegre, 1854) foi um fazendeiro e político brasileiro.
Filho de Luis José de Figueiredo e Ana Perpétua Marcelina da Fonseca. Mudou-se para o Rio Grande do Sul, onde se tornou grande fazendeiro em São Sepé. Casou com sua prima Henriqueta Emília Moreira de Figueiredo.  Foi membro do Gabinete de Leitura, sociedade literária fundada por maçons liberais, tendo sido o último presidente.
Foi membro do Conselho Geral da Província de São Pedro do Rio Grande do Sul, de 1 de dezembro de 1830 a 12 de fevereiro de 1831 e de 1 de dezembro de 1831 a 31 de janeiro de 1832.
Deputado provincial, foi eleito por aclamação presidente da Assembleia Legislativa da Província de São Pedro do Rio Grande do Sul, na 1ª Sessão Preparatória à instalação da assembleia, para presidir as sessões até a eleição da mesa. Presidiu a sessão de instalação em 20 de abril de 1835, ficou em segundo lugar à eleição de presidente da Assembleia, tendo sido eleito então tesoureiro.
É bisavô do ex-presidente João Batista Figueiredo.